# الرعاية الصحية في جمهورية أيرلندا

الإنفاق الصحي العام والخاص حسب البلد

تتكون الرعاية الصحية في أيرلندا من مستويين هما: القطاع العام والقطاع الخاص. يخضع نظام الرعاية الصحية العامة لقانون الصحة لعام 2004، الذي أنشأ هيئة جديدة مسؤولة عن توفير الخدمات الصحية والشخصية الاجتماعية لكل شخص يعيش في أيرلندا؛ وهي الهيئة التنفيذية للخدمات الصحية. بدأت الخدمة الصحية الوطنية الجديدة رسميًا في 1 يناير 2005؛ لكن ما تزال البنى الجديدة في طور التأسيس مع استمرار برنامج الإصلاح. توجد سوق رعاية صحية خاصة كبيرة أيضًا بالإضافة إلى القطاع العام.
في عام 2010، أنفقت أيرلندا 2.862 يورو للفرد على الصحة، بينما بلغ متوسط الاتحاد الأوروبي 2,172 يورو للفرد، وكان نحو 79% من هذا الإنفاق حكومي. كان الإنفاق في عام 2017 سابع أعلى إنفاق في منظمة التعاون الاقتصادي والتنمية: 5,500 دولار للفرد.
شكل الاكتظاظ مشكلة في المستشفيات في أيرلندا، إذ اضطر أكثر من 118,000 مريض إلى انتظار سرير في عام 2019.

## نظام الرعاية الصحية

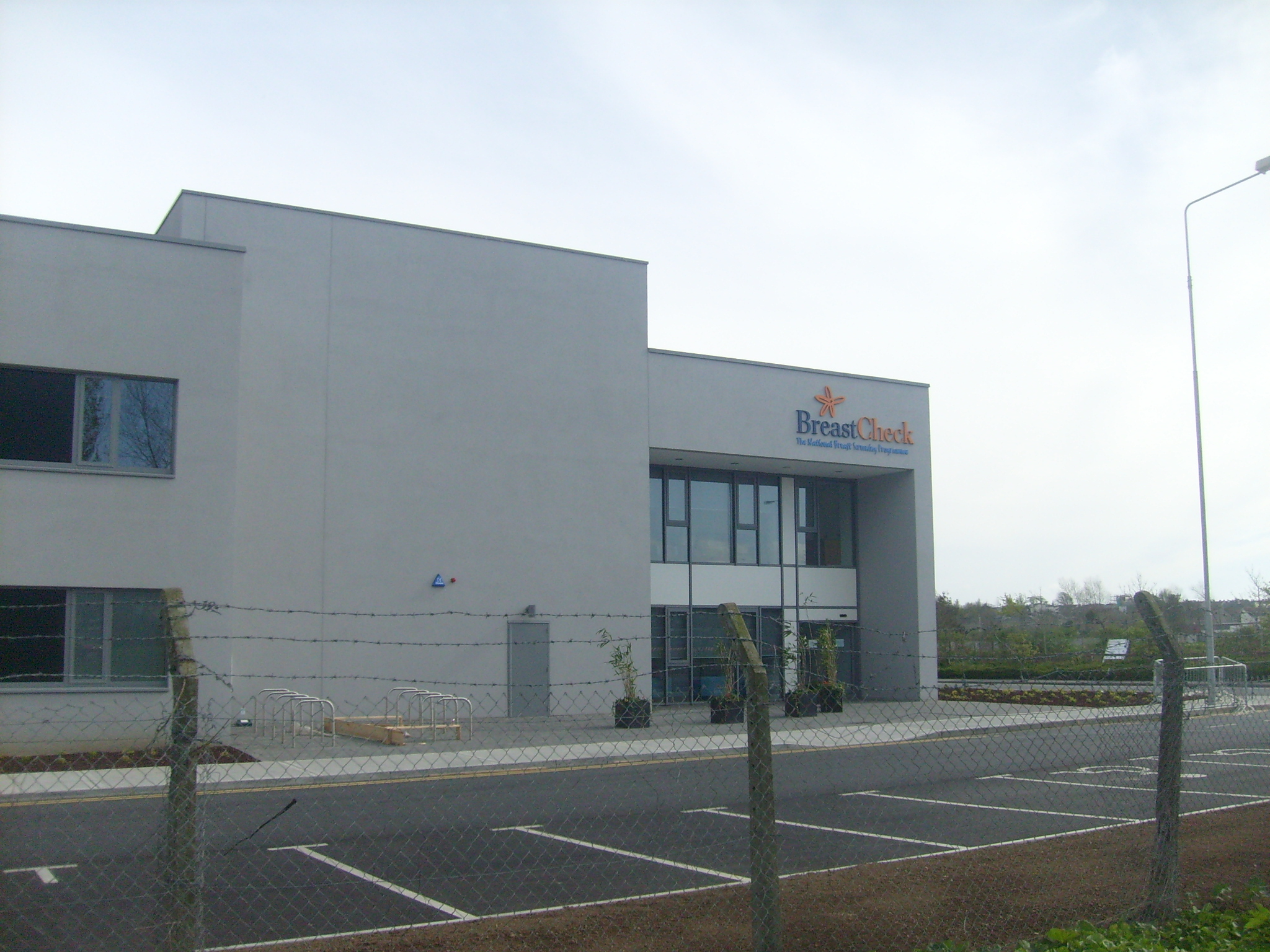
مركز فحص الثدي التابع لـ HSE في غالواي، أيرلندا.

يحق لجميع المقيمين في أيرلندا تلقي الرعاية الصحية عن طريق نظام الرعاية الصحية العامة، الذي تديره الهيئة التنفيذية للخدمات الصحية وتموله الضرائب العامة والرسوم المدعومة مقابل الخدمات. تقدم جميع خدمات الأمومة ورعاية الأطفال حتى سن السادسة مجانًا. وتقدم رعاية الطوارئ بتكلفة 100 يورو مقابل زيارة قسم الحوادث والطوارئ (إيه&إي)، إن لم يراجع الشخص طبيبًا عامًا مسبقًا.
تتاح البطاقة الطبية -التي تمنح حامليها الحق في الرعاية المجانية في المستشفى، وزيارات الطبيب العام، وخدمات الأسنان، والخدمات البصرية، والخدمات السمعية، والأدوية الموصوفة والأجهزة الطبية- لمن يتلقون مدفوعات الرعاية الاجتماعية، وأصحاب الدخل المنخفض، والعديد من المتقاعدين ولحالات أخرى معينة. يُمنح الأشخاص الذين يعانون من بعض الحالات الطبية استحقاق تلقائي للبطاقة تشمل هذه الحالات الإصابة بمتلازمة الثاليدومايد وإجراء بضع ارتفاقي جراحي وسرطان الأطفال. تؤيد العديد من الأحزاب السياسية توسيع نطاق إتاحة البطاقة الطبية لتشمل في النهاية جميع المقيمين في أيرلندا؛ فهي تغطي حاليًا 31.9% من السكان. يُسمح للذين يحصلون على دخل مرتفع قليلًا بالحصول على «بطاقة زيارة الطبيب العام» التي تمنح صاحبها الحق في زيارات مجانية للطبيب العام. يمكن للأشخاص الذين تزيد أعمارهم عن 70 عامًا والذين لا يحق لهم الحصول على بطاقة زيارة الطبيب العام الحصول على منحة نقدية سنوية قدرها 400 يورو وفقا للدخل المحدد.
يجب على الأشخاص الذين لا يحق لهم الحصول على بطاقة طبية (أي 68.1% من السكان) دفع رسوم مقابل خدمات رعاية صحية معينة. يتوجب على الأشخاص الذين يدخلون قسم الحوادث والطوارئ دون خطاب إحالة من طبيب الأسرة دفع رسوم قدرها 100 يورو للحوادث والطوارئ (تُكلف الزيارة عادةً 45-75 يورو، رغم أن بعض الأطباء يقدمون أسعارًا منخفضة تصل إلى 25-35 يورو للذين تجاوزوا الخامسة والستين من العمر والطلاب). تُعد رسوم المستشفى (للمرضى النزلاء) رسومًا ثابتة وتبلغ 80 يورو في اليوم وتصل إلى 800 يورو كحد أقصى خلال فترة اثني عشر شهرًا، بغض النظر عن الرعاية الفعلية المتلقاة. توفر التقييمات المتخصصة والتقييمات التشخيصية (مثل الأشعة السينية والفحوص المخبرية والعلاج الطبيعي وغيرها) مجانًا. إن لم يكن بإمكان الشخص دفع رسوم المستشفى، تقدم الهيئة التنفيذية للصحة والسلامة الخدمات مجانًا.، يحق للأفراد والعائلات بموجب خطط دفع الأدوية، الأدوية الموصوفة، الحصول على إعانات للعقاقيرالطبية والأدوية وبعض الأجهزة المعتمدة، ولا يدفعون سوى 124 يورو شهريًا كحد أقصى لكل أسرة. للحصول على هذه الإعانات، يجب أن يحمل المريض بطاقة خطط دفع الأدوية، والتي يحق لكل شخص لا يحمل بطاقة طبية الحصول عليها.
يحق لكل شخص يعيش في البلاد، ولزوار أيرلندا الذين يحملون بطاقة التأمين الصحي الأوروبية، استخدام نظام الرعاية الصحية العامة. لا يحتاج المواطنون البريطانيون إلى بطاقة التأمين الصحي الأوروبية بموجب ترتيبات منطقة السفر المشتركة (سي تي إيه)، ويمكنهم بدلًا من ذلك تقديم رقم نظام الخدمات الصحية الوطنية أو بطاقة نظام الخدمات الصحية الوطنية أو رخصة القيادة أو أي دليل آخر على الإقامة داخل منطقة السفر المشتركة. تقدم خدمات العيادات الخارجية أيضًا مجانًا. يُطلب من غالبية المرضى ذوي الدخل المتوسط أو الأعلى دفع رسوم المستشفى المدعومة.